# 대보마그네틱
대보마그네틱(Dae Bo Magnetic Co., Ltd.)는 대한민국의 자석 및 자석응용기기의 제작 및 판매 기업이다.

## 제품
EMF(전자석 탈철기)

## 역사
1974년에 창립되었고 한국기업들의 리튬을 임가공하여 생산 중에 있다 2018년 11월 6일에 코스닥시장에 상장하였다

## 투자
2019년에 제이앤PE가 대보마그네틱이 발행한 240억원 규모의 전환사채(전량 전환시 지분 13%으로 2대 주주)에 투자하였다. 2024년 삼정KPMG를 매각주관사로 LX인터내셔널과 경영권 매각을 협상 중이다

## 참고문헌
1. ↑  대보마그네틱 인수전에 3~4곳 참여, 서울경제, 2023-03-10
2. ↑  대보마그네틱, ‘하얀 석유’ 리튬 신공장 내달 완공…고객사들 접촉 시작, 이투데이, 2023-06-02
3. ↑  이새롬, 한국IR협의회 대보마그네틱 기업분석보고서 2023.05.18[깨진 링크(과거 내용 찾기)]
4. ↑  대보마그네틱, 리튬 소재 임가공 생산력 증대 위한 2공장 완공 임박, 중앙일보, 2023.05.16
5. ↑  전유진, 파워 e종목 대보마그네틱, 전자석탈철기 수요 증가로 주가 동력 얻을까, 데일리인베스트, 2023.05.19
6. ↑  조세훈, 제이앤PE, 대보마그네틱 엑시트 나선다, 더벨, 2021-07-12
7. ↑  지영의, 대보마그네틱, 경영권 매각 재추진...LX인터와 협상, 이데일리, 2024.06.03